# 呂偉超
呂偉超（Lui Wai Chiu，1995年9月22日－），生於香港，香港足球運動員，司職進攻中場，現時效力香港甲組聯賽球會駿其。

## 球員生涯
呂偉超生於香港，自小因受朋輩影響而愛上足球於15歲時便跟隨前流浪球員蔡仲賢參與青年軍和乙組賽事而他左右腳皆可為一名雙槍將，參與5年業餘聯賽後他終於有機會在2015年7月加盟港超聯青春班球會夢想駿其惟球會在短短一季後便宣告散班，而他於2016/17球季就到另兩間港超聯球會元朗和理文流浪試腳但始終沒有落班的機會轉輾加盟甲組業餘球會東區及永義，到2017年8月呂偉超經蔡仲賢推薦下轉會剛自降甲組兼正組青春班的傳統球會南華並在球隊主教練潘耀焯改造下轉踢進攻中場位置更選擇向來具有標誌性意義的10號球衣。

## 個人生活
呂偉超現時任職機場保安。以前一隻手曾有六隻手指後經手術已切除欲有「六指」的綽號。

## 外部連結
- 香港足球總會網頁球員註冊資料（页面存档备份，存于）